# نوده (سرایان)
نوده روستایی در دهستان مصعبی بخش آیسک شهرستان سرایان استان خراسان جنوبی ایران است.

## جمعیت
بر پایه سرشماری عمومی نفوس و مسکن در سال ۱۳۹۰ جمعیت این روستا ۱۰۹ نفر (در ۶۱ خانوار) بوده است.

## موقعیت جغرافیایی
نوده در فاصله ۲۸ کیلومتری جنوب شرقی شهر فردوس قرار دارد.  به این روستا در سال ۱۳۹۵ گازرسانی شد. از جاذبه‌های گردشگری این روستا می‌توان به درهٔ ییلاقی تخ، کال اسیا باغ، درچنار، بندار، کفتک و کلاته مولا اشاره کرد.